# 津名郡
- 令制国一覧 > 南海道 > 淡路国 > 津名郡
- 日本 > 近畿地方 > 兵庫県 > 津名郡

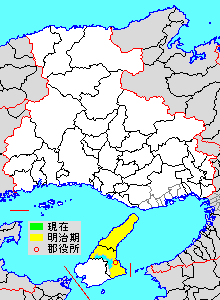
兵庫県津名郡の範囲（水色：後に他郡から編入した区域）

津名郡（つなぐん）は、兵庫県（淡路国）にあった郡。

## 郡域
1879年（明治12年）に行政区画として発足した当時の郡域は、下記の区域にあたる。
- 淡路市の全域
- 洲本市の大部分（下内膳、奥畑、上内膳、桑間、下加茂、上加茂、大野、金屋、宇原、池田、前平、木戸、鮎屋、納、五色町上堺、五色町下堺を除く）

## 歴史

### 古代
律令制のころの郡衙は現在の淡路市郡家にあったと推測される。1640年ごろに稲田氏が洲本城入りし、徳島藩の陪臣として淡路国を所領とした。

#### 式内社
『延喜式』神名帳に記される郡内の式内社。
| 神名帳                     | 神名帳         | 神名帳 | 神名帳         | 比定社               | 比定社                     | 比定社     | 集成 |
| 社名                       | 読み           | 格     | 付記           | 社名                 | 所在地                     | 備考       | 集成 |
| -------------------------- | -------------- | ------ | -------------- | -------------------- | -------------------------- | ---------- | ---- |
| 津名郡 9座（大1座・小8座） |                |        |                |                      |                            |            |      |
| 淡路伊佐奈伎神社           | -イサナキノ    | 名神大 |                | 伊弉諾神宮           | 兵庫県淡路市多賀           | 淡路国一宮 |      |
| 伊勢久留麻神社             | イセクルマノ   | 小     |                | 伊勢久留麻神社       | 兵庫県淡路市久留麻         |            |      |
| 石屋神社                   | イハヤノ       | 小     |                | 石屋神社             | 兵庫県淡路市岩屋           |            |      |
| 築狭神社                   | ツキサノ       | 小     |                | 築狭神社             | 兵庫県洲本市千草甲         |            |      |
| 賀茂神社                   | カモノ         | 小     |                | （論）賀茂神社       | 兵庫県洲本市上加茂         |            |      |
| 賀茂神社                   | カモノ         | 小     | （論）賀茂神社 | 兵庫県淡路市生穂     |                            |            |      |
| 由良湊神社                 | ユラノミナトノ | 小     |                | 由良湊神社           | 兵庫県洲本市由良三丁目     |            |      |
| 志筑神社                   | シチクノ       | 小     |                | （論）志筑神社       | 兵庫県淡路市志筑           |            |      |
| 志筑神社                   | シチクノ       | 小     | （論）熊野神社 | 兵庫県淡路市王子     |                            |            |      |
| 岸河神社                   | キシカハノ     | 小     |                | （論）岸河神社       | 兵庫県洲本市上内膳         |            |      |
| 岸河神社                   | キシカハノ     | 小     | （論）山王神社 | 兵庫県洲本市納       |                            |            |      |
| 河上神社                   | カハカミノ     | 小     |                | （論）河上神社       | 兵庫県洲本市五色町鮎原南谷 |            |      |
| 河上神社                   | カハカミノ     | 小     | （論）河上神社 | 兵庫県淡路市斗之内   |                            |            |      |
| 河上神社                   | カハカミノ     | 小     | （論）河上神社 | 兵庫県淡路市木曽上畑 |                            |            |      |
| 凡例を表示                 |                |        |                |                      |                            |            |      |

### 近世
- 明治初年時点では全域が阿波徳島藩領であった。「旧高旧領取調帳」に記載されている明治初年時点に存在した村は以下の通り。（1町115村11浦）

志筑畑村、竹谷村、■志筑中田村、北谷村、古宮村、■佐野村、■興隆寺村、■育波村、■蟇浦村、■上山村、■来馬村、■釜口村、■浦村、■楠本村、■白山村、■谷村、■河内村、■小田村、■中持村、■岩屋浦、■下田浦、■仮屋浦、■机南村、■机浦、■轟木村、■大川村、■平林村、■江崎村、■長畠村、■仁井村、■久野々村、■畑村、■黒谷村、■大坪村、■田野尻村、■斗ノ内村、郡家中村、多賀村、桃川村、郡家浜村、郡家浦、尾崎村、北山村、柳沢村、草加北村、草加中村、草加南村、高山村、深草村、都志本村、入野村、山田中村、葛尾村、吉田村、都志宮村、米山村、万歳村、別所村、小山田村、栢野村、塔下村、鮎原上村、鮎原中村、鮎原下村、田所村、鳥飼下村、鳥飼上村、広石下村、広石中村、広石上村、広石北村、宇谷村、南谷村、三野畑村、角川村、鮎原西村、下物部村、上物部村、小路谷村、由良浦、内田村、畑田村、中津川村、相川村、千草村、塩屋村、炬口浦、厚浜村、市原村、安坂村、宇山村、塩尾浦、中川原村、二ツ石村、安乎中田村、宮野原村、安乎下村、上畑村、山田原村、下司村、塩田里村、■志筑浜村、■志筑浦、■生穂浦、■中ノ内村、■野田尾村、下大町村、上大町村、檜原下村、先ノ郷村、井手村、下川井村、上川井村、遠田村、■志筑池ノ内村、■王子村、室津村、■舟木村、三木田村、■大谷村、■長沢村、鳥飼中村、洲本城下、■石田村、遠田新村、■神田原村、檜原上村、江井浦

### 近現代

#### 町村制以前
- 明治3年9月17日（1870年10月11日） - 庚午事変の処分により、稲田家が日高国新冠郡・静内郡・根室国花咲郡の一部（後の色丹郡）に移転。
- 明治4年
  - 5月 - ■の38村6浦[8]が兵庫県の管轄となる[9]。
  - 7月14日（1871年8月29日） - 廃藩置県により、藩領が徳島県の管轄となる。
  - 11月15日（1871年12月26日） - 第1次府県統合により、全域が名東県の管轄となる。
- 明治9年（1876年）8月21日 - 第2次府県統合により兵庫県の管轄となる。
- 明治初年（1町114村11浦）
  - 塩屋村・炬口浦・宇山村が合併して潮浦となる。
  - 鮎原上村が上村に、鮎原中村が中村に、鮎原下村が下村に、鮎原西村が西村に、塩田里村が塩田下村にそれぞれ改称。
- 明治10年（1877年） - 下記の村浦の統合が行われる。（1町55村7浦）

- 大町村 ← 志筑畑村、下大町村、上大町村
- 井谷村 ← 竹谷村、井手村
- 豊秋村 ← 北谷村、宮野原村、山田原村
- 平安村 ← 古宮村、安乎中田村
- 野島村 ← 蟇浦村、轟木村、大川村
- 中山村 ← 白山村、河内村、中持村
- 浅野村 ← 机南村、神田原村
- 箙村 ← 平林村、江崎村
- 生田村 ← 畑村、大坪村、田野尻村
- 垂井村 ← 桃川村、江井浦
- 郡家村 ← 郡家浜村、郡家浦、北山村
- 草香村 ← 草加北村、草加中村、草加南村、深草村
- 山田村 ← 高山村、入野村、山田中村
- 都志村 ← 都志本村、都志宮村、米山村
- 神陽村 ← 小山田村、栢野村、宇谷村、西村

- 河上村 ← 塔下村、南谷村、三野畑村
- 相原村 ← 上村、中村、下村
- 鳥飼村 ← 鳥飼上村、鳥飼中村
- 広石村 ← 広石下村、広石中村、広石上村、広石北村
- 物部村 ← 下物部村、上物部村
- 上灘村 ← 畑田村、中津川村、相川村
- 細石村 ← 厚浜村、中川原村
- 清水村 ← 市原村、二ツ石村
- 安田村 ← 安坂村、三木田村
- 塩田浦 ← 塩尾浦、下司村、塩田下村
- 木曽村 ← 上畑村、檜原下村、先ノ郷村、檜原上村
- 志筑村 ← 志筑浜村、志筑浦
- 生穂村 ← 生穂浦、中ノ内村、野田尾村
- 河合村 ← 下川井村、上川井村
- 阿知岡村 ← 志筑池ノ内村、王子村

- 谷村・下田浦が仮屋浦に、長畠村・久野々村・舟木村が仁井村に、郡家中村が多賀村に、葛尾村・田所村が吉田村に、別所村・角川村が万歳村に、内田村が由良浦に、遠田新村が遠田村にそれぞれ合併。
- 志筑中田村が中田村に、上山村が常盤村に、来馬村が久留麻村に、鳥飼下村が鳥飼浦に、千草村が築狭村に、安乎下村が平安浦にそれぞれ改称。

- 明治10年頃 - 机浦・石田村が合併して富島村となる。（1町55村6浦）
- 明治12年（1879年）1月8日 - 郡区町村編制法の兵庫県での施行により、行政区画としての津名郡が発足。「津名三原郡役所」が洲本城下に設置され、三原郡とともに管轄。

#### 町村制以降

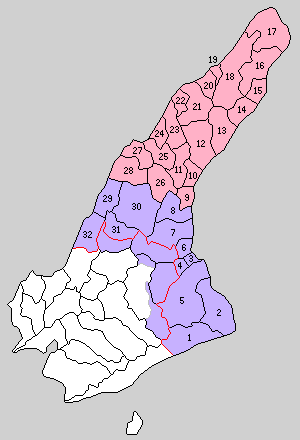
1.上灘村 2.由良町 3.洲本町 4.物部村 5.千草村 6.潮村 7.中川原村 8.安乎村 9.塩田村 10.志筑町 11.中田村 12.生穂村 13.佐野村 14.釜口村 15.来馬村 16.浦村 17.岩屋町 18.仁井村 19.富島村 20.浅野村 21.育波村 22.室津村 23.尾崎村 24.郡家村 25.多賀村 26.大町村 27.江井村 28.山田村 29.都志村 30.鮎原村 31.広石村 32.鳥飼村（紫：洲本市 赤：淡路市）

- 明治22年（1889年）4月1日 - 町村制の施行により、以下の町村が発足。特記以外は全域が現・淡路市。（4町28村）
  - 上灘村（単独村制。現・洲本市）
  - 由良町（由良浦が単独町制。現・洲本市）
  - 洲本町（洲本城下[10]が単独町制。現・洲本市）
  - 物部村（単独村制。現・洲本市）
  - 潮村（潮浦が単独村制。現・洲本市）
  - 千草村 ← 築狭村、小路谷村（現・洲本市）
  - 中川原村 ← 細石村、安田村、清水村（現・洲本市）
  - 安乎村 ← 平安村、平安浦、豊秋村（現・洲本市）
  - 塩田村（塩田浦が単独村制）
  - 志筑町（志筑村が単独町制）
  - 中田村 ← 中田村、阿知岡村
  - 生穂村 ← 大谷村、生穂村、長沢村
  - 佐野村  ← 佐野村、興隆寺村
  - 釜口村（単独村制）
  - 来馬村 ← 仮屋浦、久留麻村
  - 浦村 ← 浦村、中山村、楠本村
  - 岩屋町 ← 岩屋浦、箙村
  - 仁井村 ← 常盤村、仁井村、野島村、小田村
  - 富島村（単独村制）
  - 浅野村 ← 浅野村、斗ノ内村
  - 育波村 ← 育波村、黒谷村、生田村
  - 室津村（単独村制）
  - 尾崎村 ← 尾崎村、遠田村
  - 郡家村（単独村制）
  - 多賀村 ← 河合村、井谷村、多賀村
  - 大町村 ← 大町村、木曽村
  - 江井村 ← 垂井村、柳沢村
  - 山田村 ← 山田村、草香村
  - 都志村 ← 都志村、万歳村（現・洲本市）
  - 鮎原村 ← 吉田村、相原村、河上村、神陽村（現・洲本市）
  - 広石村（単独村制。現・洲本市）
  - 鳥飼村 ← 鳥飼村、鳥飼浦（現・洲本市）
- 明治29年（1896年）7月1日 - 郡制を施行。郡役所が洲本町に設置。
- 明治25年（1892年）1月22日 - 仁井村の一部（野島村・常盤村）・岩屋町の一部（箙村）が分立して野島村が発足。（4町29村）
- 明治42年（1909年）1月1日 - 洲本町・物部村・潮村が合併し、改めて洲本町が発足。（4町27村）
- 明治45年（1912年）3月1日 - 来馬村が町制施行のうえ改称して仮屋町となる。（5町26村）
- 大正3年（1916年）6月1日 - 千草村の一部（小路谷村）が洲本町に編入。
- 大正5年（1918年）4月1日 - 千草村が洲本町に編入。（5町25村）
- 大正12年（1923年）4月1日（7町23村）
  - 郡会が廃止。郡役所は存続。
  - 江井村が町制施行して江井町となる。
  - 郡家村が町制施行して郡家町となる。（7町23村）
- 大正13年（1924年）
  - 4月1日 - 富島村が町制施行して富島町となる。（8町22村）
  - 6月1日 - 都志村が町制施行して都志町となる。（9町21村）
- 大正15年（1926年）7月1日 - 郡役所が廃止。以降は地域区分名称となる。
- 昭和3年（1928年）
  - 3月15日 - 生穂村が町制施行して生穂町となる。（10町20村）
  - 11月1日 - 佐野村が町制施行して佐野町となる。（11町19村）
- 昭和8年（1933年）4月1日 - 洲本町が三原郡加茂村・大野村を編入。
- 昭和10年（1935年）時点での当郡の面積は345.84平方km、人口は126,806人（男61,826人・女64,980人）[11]。
- 昭和15年（1940年）2月11日 - 洲本町が市制施行して洲本市となり、郡より離脱。（10町19村）
- 昭和22年（1947年）1月20日 - 上灘村が洲本市に編入。（10町18村）
- 昭和30年（1955年）
  - 3月22日 - 仁井村・野島村・富島町・浅野村・育波村・室津村が合併して北淡町が発足。（10町13村）
  - 3月31日（8町9村）
    - 中川原村・安乎村・由良町が洲本市に編入。
    - 尾崎村・郡家町・多賀村・江井町が合併して一宮町となる。

  - 4月1日 - 塩田村・志筑町・中田村・生穂町・佐野町・大町村が合併して津名町になる。（6町6村）
- 昭和31年（1956年）
  - 4月1日（5町3村）
    - 山田村が一宮町に編入。
    - 釜口村・仮屋町・浦村・岩屋町が合併して淡路町が発足。

  - 9月30日 - 都志町・鮎原村・広石村・鳥飼村が三原郡堺村と合併して五色町が発足。（5町）
- 昭和36年（1961年）6月19日 - 淡路町の一部（下田・河内・白山・浦・谷・中持および仮屋・久留麻・楠本・釜口の各一部）が分立して東浦町が発足。（6町）
- 平成17年（2005年）4月1日 - 津名町・淡路町・北淡町・一宮町・東浦町が合併して淡路市が発足し、郡より離脱。（1町）
- 平成18年（2006年）2月11日 - 五色町が洲本市と合併し、改めて洲本市が発足。同日津名郡消滅。

#### 変遷表
| 明治22年以前 | 明治22年4月1日 | 明治22年 - 大正15年         | 明治22年 - 大正15年         | 昭和1年 - 昭和19年          | 昭和20年 - 昭和34年          | 昭和20年 - 昭和34年          | 昭和35年 - 昭和64年         | 平成元年 - 現在        | 現在   |
| ------------ | -------------- | --------------------------- | --------------------------- | --------------------------- | ---------------------------- | ---------------------------- | --------------------------- | ---------------------- | ------ |
| 洲本山下町   | 洲本町         | 明治42年1月1日 合体 洲本町  | 洲本町                      | 昭和15年2月11日 市制 洲本市 | 洲本市                       | 洲本市                       | 洲本市                      | 平成18年2月11日 洲本市 | 洲本市 |
| 洲本馬場町   | 洲本町         | 明治42年1月1日 合体 洲本町  | 洲本町                      | 昭和15年2月11日 市制 洲本市 | 洲本市                       | 洲本市                       | 洲本市                      | 平成18年2月11日 洲本市 | 洲本市 |
| 洲本汐見町   | 洲本町         | 明治42年1月1日 合体 洲本町  | 洲本町                      | 昭和15年2月11日 市制 洲本市 | 洲本市                       | 洲本市                       | 洲本市                      | 平成18年2月11日 洲本市 | 洲本市 |
| 洲本内通町   | 洲本町         | 明治42年1月1日 合体 洲本町  | 洲本町                      | 昭和15年2月11日 市制 洲本市 | 洲本市                       | 洲本市                       | 洲本市                      | 平成18年2月11日 洲本市 | 洲本市 |
| 洲本細工町   | 洲本町         | 明治42年1月1日 合体 洲本町  | 洲本町                      | 昭和15年2月11日 市制 洲本市 | 洲本市                       | 洲本市                       | 洲本市                      | 平成18年2月11日 洲本市 | 洲本市 |
| 洲本漁師町   | 洲本町         | 明治42年1月1日 合体 洲本町  | 洲本町                      | 昭和15年2月11日 市制 洲本市 | 洲本市                       | 洲本市                       | 洲本市                      | 平成18年2月11日 洲本市 | 洲本市 |
| 洲本大工町   | 洲本町         | 明治42年1月1日 合体 洲本町  | 洲本町                      | 昭和15年2月11日 市制 洲本市 | 洲本市                       | 洲本市                       | 洲本市                      | 平成18年2月11日 洲本市 | 洲本市 |
| 洲本船場町   | 洲本町         | 明治42年1月1日 合体 洲本町  | 洲本町                      | 昭和15年2月11日 市制 洲本市 | 洲本市                       | 洲本市                       | 洲本市                      | 平成18年2月11日 洲本市 | 洲本市 |
| 洲本水筒町   | 洲本町         | 明治42年1月1日 合体 洲本町  | 洲本町                      | 昭和15年2月11日 市制 洲本市 | 洲本市                       | 洲本市                       | 洲本市                      | 平成18年2月11日 洲本市 | 洲本市 |
| 洲本外通町   | 洲本町         | 明治42年1月1日 合体 洲本町  | 洲本町                      | 昭和15年2月11日 市制 洲本市 | 洲本市                       | 洲本市                       | 洲本市                      | 平成18年2月11日 洲本市 | 洲本市 |
| 洲本幸町     | 洲本町         | 明治42年1月1日 合体 洲本町  | 洲本町                      | 昭和15年2月11日 市制 洲本市 | 洲本市                       | 洲本市                       | 洲本市                      | 平成18年2月11日 洲本市 | 洲本市 |
| 洲本常盤町   | 洲本町         | 明治42年1月1日 合体 洲本町  | 洲本町                      | 昭和15年2月11日 市制 洲本市 | 洲本市                       | 洲本市                       | 洲本市                      | 平成18年2月11日 洲本市 | 洲本市 |
| 洲本築地町   | 洲本町         | 明治42年1月1日 合体 洲本町  | 洲本町                      | 昭和15年2月11日 市制 洲本市 | 洲本市                       | 洲本市                       | 洲本市                      | 平成18年2月11日 洲本市 | 洲本市 |
| 洲本川傍町   | 洲本町         | 明治42年1月1日 合体 洲本町  | 洲本町                      | 昭和15年2月11日 市制 洲本市 | 洲本市                       | 洲本市                       | 洲本市                      | 平成18年2月11日 洲本市 | 洲本市 |
| 洲本上清水町 | 洲本町         | 明治42年1月1日 合体 洲本町  | 洲本町                      | 昭和15年2月11日 市制 洲本市 | 洲本市                       | 洲本市                       | 洲本市                      | 平成18年2月11日 洲本市 | 洲本市 |
| 洲本下清水町 | 洲本町         | 明治42年1月1日 合体 洲本町  | 洲本町                      | 昭和15年2月11日 市制 洲本市 | 洲本市                       | 洲本市                       | 洲本市                      | 平成18年2月11日 洲本市 | 洲本市 |
| 洲本紺屋町   | 洲本町         | 明治42年1月1日 合体 洲本町  | 洲本町                      | 昭和15年2月11日 市制 洲本市 | 洲本市                       | 洲本市                       | 洲本市                      | 平成18年2月11日 洲本市 | 洲本市 |
| 洲本下屋敷町 | 洲本町         | 明治42年1月1日 合体 洲本町  | 洲本町                      | 昭和15年2月11日 市制 洲本市 | 洲本市                       | 洲本市                       | 洲本市                      | 平成18年2月11日 洲本市 | 洲本市 |
| 物部村       | 物部村         | 明治42年1月1日 合体 洲本町  | 洲本町                      | 昭和15年2月11日 市制 洲本市 | 洲本市                       | 洲本市                       | 洲本市                      | 平成18年2月11日 洲本市 | 洲本市 |
| 潮浦         | 潮村           | 明治42年1月1日 合体 洲本町  | 洲本町                      | 昭和15年2月11日 市制 洲本市 | 洲本市                       | 洲本市                       | 洲本市                      | 平成18年2月11日 洲本市 | 洲本市 |
| 小路谷村     | 千草村         | 千草村                      | 大正5年6月1日 洲本町に編入  | 昭和15年2月11日 市制 洲本市 | 洲本市                       | 洲本市                       | 洲本市                      | 平成18年2月11日 洲本市 | 洲本市 |
| 築狭村       | 千草村         | 千草村                      | 大正7年4月1日 洲本町に編入  | 昭和15年2月11日 市制 洲本市 | 洲本市                       | 洲本市                       | 洲本市                      | 平成18年2月11日 洲本市 | 洲本市 |
| 上灘村       | 上灘村         | 上灘村                      | 上灘村                      | 上灘村                      | 昭和22年1月20日 洲本市に編入 | 洲本市                       | 洲本市                      | 平成18年2月11日 洲本市 | 洲本市 |
| 由良浦       | 由良町         | 由良町                      | 由良町                      | 由良町                      | 由良町                       | 昭和30年3月31日 洲本市に編入 | 洲本市                      | 平成18年2月11日 洲本市 | 洲本市 |
| 平安村       | 安乎村         | 安乎村                      | 安乎村                      | 安乎村                      | 安乎村                       | 昭和30年3月31日 洲本市に編入 | 洲本市                      | 平成18年2月11日 洲本市 | 洲本市 |
| 豊秋村       | 安乎村         | 安乎村                      | 安乎村                      | 安乎村                      | 安乎村                       | 昭和30年3月31日 洲本市に編入 | 洲本市                      | 平成18年2月11日 洲本市 | 洲本市 |
| 平安浦       | 安乎村         | 安乎村                      | 安乎村                      | 安乎村                      | 安乎村                       | 昭和30年3月31日 洲本市に編入 | 洲本市                      | 平成18年2月11日 洲本市 | 洲本市 |
| 細石村       | 中川原村       | 中川原村                    | 中川原村                    | 中川原村                    | 中川原村                     | 昭和30年3月31日 洲本市に編入 | 洲本市                      | 平成18年2月11日 洲本市 | 洲本市 |
| 安田村       | 中川原村       | 中川原村                    | 中川原村                    | 中川原村                    | 中川原村                     | 昭和30年3月31日 洲本市に編入 | 洲本市                      | 平成18年2月11日 洲本市 | 洲本市 |
| 清水村       | 中川原村       | 中川原村                    | 中川原村                    | 中川原村                    | 中川原村                     | 昭和30年3月31日 洲本市に編入 | 洲本市                      | 平成18年2月11日 洲本市 | 洲本市 |
| 都志村       | 都志村         | 大正13年6月1日 町制         | 大正13年6月1日 町制         | 都志町                      | 昭和31年9月30日 五色町       | 昭和31年9月30日 五色町       | 五色町                      | 平成18年2月11日 洲本市 | 洲本市 |
| 万歳村       | 都志村         | 大正13年6月1日 町制         | 大正13年6月1日 町制         | 都志町                      | 昭和31年9月30日 五色町       | 昭和31年9月30日 五色町       | 五色町                      | 平成18年2月11日 洲本市 | 洲本市 |
| 広石村       | 広石村         | 広石村                      | 広石村                      | 広石村                      | 昭和31年9月30日 五色町       | 昭和31年9月30日 五色町       | 五色町                      | 平成18年2月11日 洲本市 | 洲本市 |
| 鳥飼村       | 鳥飼村         | 鳥飼村                      | 鳥飼村                      | 鳥飼村                      | 昭和31年9月30日 五色町       | 昭和31年9月30日 五色町       | 五色町                      | 平成18年2月11日 洲本市 | 洲本市 |
| 鳥飼浦       | 鳥飼村         | 鳥飼村                      | 鳥飼村                      | 鳥飼村                      | 昭和31年9月30日 五色町       | 昭和31年9月30日 五色町       | 五色町                      | 平成18年2月11日 洲本市 | 洲本市 |
| 相原村       | 鮎原村         | 鮎原村                      | 鮎原村                      | 鮎原村                      | 昭和31年9月30日 五色町       | 昭和31年9月30日 五色町       | 五色町                      | 平成18年2月11日 洲本市 | 洲本市 |
| 河上村       | 鮎原村         | 鮎原村                      | 鮎原村                      | 鮎原村                      | 昭和31年9月30日 五色町       | 昭和31年9月30日 五色町       | 五色町                      | 平成18年2月11日 洲本市 | 洲本市 |
| 吉田村       | 鮎原村         | 鮎原村                      | 鮎原村                      | 鮎原村                      | 昭和31年9月30日 五色町       | 昭和31年9月30日 五色町       | 五色町                      | 平成18年2月11日 洲本市 | 洲本市 |
| 神陽村       | 鮎原村         | 鮎原村                      | 鮎原村                      | 鮎原村                      | 昭和31年9月30日 五色町       | 昭和31年9月30日 五色町       | 五色町                      | 平成18年2月11日 洲本市 | 洲本市 |
| (三原郡)堺村 | 堺村           | 堺村                        | 堺村                        | 堺村                        | 昭和31年9月30日 五色町       | 昭和31年9月30日 五色町       | 五色町                      | 平成18年2月11日 洲本市 | 洲本市 |
| 生穂村       | 生穂村         | 生穂村                      | 生穂村                      | 昭和3年3月15日 町制         | 昭和30年4月1日 津名町        | 昭和30年4月1日 津名町        | 津名町                      | 平成17年4月1日 淡路市  | 淡路市 |
| 長沢村       | 生穂村         | 生穂村                      | 生穂村                      | 昭和3年3月15日 町制         | 昭和30年4月1日 津名町        | 昭和30年4月1日 津名町        | 津名町                      | 平成17年4月1日 淡路市  | 淡路市 |
| 大谷村       | 生穂村         | 生穂村                      | 生穂村                      | 昭和3年3月15日 町制         | 昭和30年4月1日 津名町        | 昭和30年4月1日 津名町        | 津名町                      | 平成17年4月1日 淡路市  | 淡路市 |
| 志筑村       | 志筑町         | 志筑町                      | 志筑町                      | 志筑町                      | 昭和30年4月1日 津名町        | 昭和30年4月1日 津名町        | 津名町                      | 平成17年4月1日 淡路市  | 淡路市 |
| 佐野村       | 佐野村         | 佐野村                      | 佐野村                      | 昭和3年11月1日 町制         | 昭和30年4月1日 津名町        | 昭和30年4月1日 津名町        | 津名町                      | 平成17年4月1日 淡路市  | 淡路市 |
| 興隆寺村     | 佐野村         | 佐野村                      | 佐野村                      | 昭和3年11月1日 町制         | 昭和30年4月1日 津名町        | 昭和30年4月1日 津名町        | 津名町                      | 平成17年4月1日 淡路市  | 淡路市 |
| 塩田浦       | 塩田村         | 塩田村                      | 塩田村                      | 塩田村                      | 昭和30年4月1日 津名町        | 昭和30年4月1日 津名町        | 津名町                      | 平成17年4月1日 淡路市  | 淡路市 |
| 大町村       | 大町村         | 大町村                      | 大町村                      | 大町村                      | 昭和30年4月1日 津名町        | 昭和30年4月1日 津名町        | 津名町                      | 平成17年4月1日 淡路市  | 淡路市 |
| 木曽村       | 大町村         | 大町村                      | 大町村                      | 大町村                      | 昭和30年4月1日 津名町        | 昭和30年4月1日 津名町        | 津名町                      | 平成17年4月1日 淡路市  | 淡路市 |
| 中田村       | 中田村         | 中田村                      | 中田村                      | 中田村                      | 昭和30年4月1日 津名町        | 昭和30年4月1日 津名町        | 津名町                      | 平成17年4月1日 淡路市  | 淡路市 |
| 阿知岡村     | 中田村         | 中田村                      | 中田村                      | 中田村                      | 昭和30年4月1日 津名町        | 昭和30年4月1日 津名町        | 津名町                      | 平成17年4月1日 淡路市  | 淡路市 |
| 富島村       | 富島村         | 大正13年4月1日 町制         | 大正13年4月1日 町制         | 富島町                      | 昭和30年3月22日 北淡町       | 昭和30年3月22日 北淡町       | 北淡町                      | 平成17年4月1日 淡路市  | 淡路市 |
| 浅野村       | 浅野村         | 浅野村                      | 浅野村                      | 浅野村                      | 昭和30年3月22日 北淡町       | 昭和30年3月22日 北淡町       | 北淡町                      | 平成17年4月1日 淡路市  | 淡路市 |
| 斗ノ内村     | 浅野村         | 浅野村                      | 浅野村                      | 浅野村                      | 昭和30年3月22日 北淡町       | 昭和30年3月22日 北淡町       | 北淡町                      | 平成17年4月1日 淡路市  | 淡路市 |
| 育波村       | 育波村         | 育波村                      | 育波村                      | 育波村                      | 昭和30年3月22日 北淡町       | 昭和30年3月22日 北淡町       | 北淡町                      | 平成17年4月1日 淡路市  | 淡路市 |
| 生田村       | 育波村         | 育波村                      | 育波村                      | 育波村                      | 昭和30年3月22日 北淡町       | 昭和30年3月22日 北淡町       | 北淡町                      | 平成17年4月1日 淡路市  | 淡路市 |
| 黒谷村       | 育波村         | 育波村                      | 育波村                      | 育波村                      | 昭和30年3月22日 北淡町       | 昭和30年3月22日 北淡町       | 北淡町                      | 平成17年4月1日 淡路市  | 淡路市 |
| 室津村       | 室津村         | 室津村                      | 室津村                      | 室津村                      | 昭和30年3月22日 北淡町       | 昭和30年3月22日 北淡町       | 北淡町                      | 平成17年4月1日 淡路市  | 淡路市 |
| 仁井村       | 仁井村         | 仁井村                      | 仁井村                      | 仁井村                      | 昭和30年3月22日 北淡町       | 昭和30年3月22日 北淡町       | 北淡町                      | 平成17年4月1日 淡路市  | 淡路市 |
| 小田村       | 仁井村         | 仁井村                      | 仁井村                      | 仁井村                      | 昭和30年3月22日 北淡町       | 昭和30年3月22日 北淡町       | 北淡町                      | 平成17年4月1日 淡路市  | 淡路市 |
| 常盤村       | 仁井村         | 仁井村                      | 仁井村                      | 仁井村                      | 昭和30年3月22日 北淡町       | 昭和30年3月22日 北淡町       | 北淡町                      | 平成17年4月1日 淡路市  | 淡路市 |
| 野島村       | 仁井村         | 明治25年1月22日 分立 野島村 | 明治25年1月22日 分立 野島村 | 野島村                      | 昭和30年3月22日 北淡町       | 昭和30年3月22日 北淡町       | 北淡町                      | 平成17年4月1日 淡路市  | 淡路市 |
| 岩屋浦       | 岩屋町         | 明治25年1月22日 分立 野島村 | 明治25年1月22日 分立 野島村 | 野島村                      | 昭和30年3月22日 北淡町       | 昭和30年3月22日 北淡町       | 北淡町                      | 平成17年4月1日 淡路市  | 淡路市 |
| 岩屋浦       | 岩屋町         | 岩屋町                      | 岩屋町                      | 岩屋町                      | 昭和31年4月1日 淡路町        | 昭和31年4月1日 淡路町        | 淡路町                      | 平成17年4月1日 淡路市  | 淡路市 |
| 箙村         | 岩屋町         | 岩屋町                      | 岩屋町                      | 岩屋町                      | 昭和31年4月1日 淡路町        | 昭和31年4月1日 淡路町        | 淡路町                      | 平成17年4月1日 淡路市  | 淡路市 |
| 久留麻村     | 来馬村         | 明治45年3月1日 町制 仮屋町  | 明治45年3月1日 町制 仮屋町  | 仮屋町                      | 昭和31年4月1日 淡路町        | 昭和31年4月1日 淡路町        | 昭和36年6月19日 分立 東浦町 | 平成17年4月1日 淡路市  | 淡路市 |
| 仮屋浦       | 来馬村         | 明治45年3月1日 町制 仮屋町  | 明治45年3月1日 町制 仮屋町  | 仮屋町                      | 昭和31年4月1日 淡路町        | 昭和31年4月1日 淡路町        | 昭和36年6月19日 分立 東浦町 | 平成17年4月1日 淡路市  | 淡路市 |
| 浦村         | 浦村           | 浦村                        | 浦村                        | 浦村                        | 昭和31年4月1日 淡路町        | 昭和31年4月1日 淡路町        | 昭和36年6月19日 分立 東浦町 | 平成17年4月1日 淡路市  | 淡路市 |
| 中山村       | 浦村           | 浦村                        | 浦村                        | 浦村                        | 昭和31年4月1日 淡路町        | 昭和31年4月1日 淡路町        | 昭和36年6月19日 分立 東浦町 | 平成17年4月1日 淡路市  | 淡路市 |
| 楠本村       | 浦村           | 浦村                        | 浦村                        | 浦村                        | 昭和31年4月1日 淡路町        | 昭和31年4月1日 淡路町        | 昭和36年6月19日 分立 東浦町 | 平成17年4月1日 淡路市  | 淡路市 |
| 釜口村       | 釜口村         | 釜口村                      | 釜口村                      | 釜口村                      | 昭和31年4月1日 淡路町        | 昭和31年4月1日 淡路町        | 昭和36年6月19日 分立 東浦町 | 平成17年4月1日 淡路市  | 淡路市 |
| 垂井村       | 江井村         | 大正12年4月1日 町制         | 大正12年4月1日 町制         | 江井町                      | 昭和30年3月31日 一宮町       | 昭和30年3月31日 一宮町       | 一宮町                      | 平成17年4月1日 淡路市  | 淡路市 |
| 柳沢村       | 江井村         | 大正12年4月1日 町制         | 大正12年4月1日 町制         | 江井町                      | 昭和30年3月31日 一宮町       | 昭和30年3月31日 一宮町       | 一宮町                      | 平成17年4月1日 淡路市  | 淡路市 |
| 郡家村       | 郡家村         | 大正12年4月1日 町制         | 大正12年4月1日 町制         | 郡家町                      | 昭和30年3月31日 一宮町       | 昭和30年3月31日 一宮町       | 一宮町                      | 平成17年4月1日 淡路市  | 淡路市 |
| 多賀村       | 多賀村         | 多賀村                      | 多賀村                      | 多賀村                      | 昭和30年3月31日 一宮町       | 昭和30年3月31日 一宮町       | 一宮町                      | 平成17年4月1日 淡路市  | 淡路市 |
| 河合村       | 多賀村         | 多賀村                      | 多賀村                      | 多賀村                      | 昭和30年3月31日 一宮町       | 昭和30年3月31日 一宮町       | 一宮町                      | 平成17年4月1日 淡路市  | 淡路市 |
| 井谷村       | 多賀村         | 多賀村                      | 多賀村                      | 多賀村                      | 昭和30年3月31日 一宮町       | 昭和30年3月31日 一宮町       | 一宮町                      | 平成17年4月1日 淡路市  | 淡路市 |
| 尾崎村       | 尾崎村         | 尾崎村                      | 尾崎村                      | 尾崎村                      | 昭和30年3月31日 一宮町       | 昭和30年3月31日 一宮町       | 一宮町                      | 平成17年4月1日 淡路市  | 淡路市 |
| 遠田村       | 尾崎村         | 尾崎村                      | 尾崎村                      | 尾崎村                      | 昭和30年3月31日 一宮町       | 昭和30年3月31日 一宮町       | 一宮町                      | 平成17年4月1日 淡路市  | 淡路市 |
| 山田村       | 山田村         | 山田村                      | 山田村                      | 山田村                      | 山田村                       | 昭和31年4月1日 一宮町に編入  | 一宮町                      | 平成17年4月1日 淡路市  | 淡路市 |
| 草香村       | 山田村         | 山田村                      | 山田村                      | 山田村                      | 山田村                       | 昭和31年4月1日 一宮町に編入  | 一宮町                      | 平成17年4月1日 淡路市  | 淡路市 |